# デラウェアシティ
デラウェアシティ（英: Delaware City）は、アメリカ合衆国のデラウェア州にある都市。人口は2000年国勢調査の時点で1453人。チェサピーク・デラウェア運河の東端に位置し、ピーパッチ島のデラウェア砦へ船が出ている。

## 地理
国勢調査局によると総面積は3.4平方キロ（1.3平方マイル）で、うち3.3平方キロ（1.3平方マイル）が陸地、6.01%にあたる0.2平方キロ（0.1平方マイル）が水域である。

## 人口動態
2000年の国勢調査時点で、この市には1453人、567世帯、395家族が暮らしている。人口密度は1平方キロあたり445.2人で、平方マイルに換算すると1156.3人となる。住居数は616軒で、1平方キロに平均188.8軒（1平方マイルあたりでは490.2軒）が建っていることになる。住民のうち白人は87.47%、アフリカ系は10.32%、ネイティブ・アメリカンは0.41%、アジア系は0.21%、その他の人種は0.69%、混血は0.89%、ヒスパニック（ラテン系）は1.24%を占める。
567世帯のうち31.6%は18歳未満の子どもと暮らしており、46.0%は夫婦で生活している。16.0%は未婚の女性が世帯主であり、30.2%は家族以外の住人と同居している。25.4%が独り身世帯で、8.8%を独居老人の世帯が占める。1世帯あたりの平均構成人数は2.55人、家庭の平均構成人数は3.03人である。
住民のうち24.8%が18歳未満の未成年、7.2%が18歳以上24歳以下、28.7%が25歳以上44歳以下、27.3%が45歳以上64歳以下、12.0%が65歳以上となっており、平均年齢は38歳である。女性100人に対して男性が101.5人いる一方、18歳以上の女性100人に対しては98.4人いる。
一世帯あたりの平均収入は4万3611米ドル、家族ごとでは5万294米ドルである。男性の平均収入は4万192米ドル、女性の平均収入は2万7800米ドルで、労働者でない人々も含めた住民一人当たりの収入は2万1992米ドルとなる。総人口の8.5%、家族の5.9%、18歳未満の子どもの11.7%、および65歳以上の高齢者の11.2%は貧困線以下の収入で生計を立てている。

## 経済
2005年の企業買収でプレムコアからバレーロ・エナジー・コーポレーションの所有となったデラウェアシティ石油精製所に近い。2006年にはバレーロ社が空気中の廃棄物を削減するガス処理施設の整備に4億ドルを拠出したが、町の産業は大部分を海運に依存している。市街からの「スリー・フォーツ・フェリー」（デラウェア砦、モット砦、デュポン砦）の運航が町の主要な観光アトラクションとなっており、このうちデラウェア砦は南北戦争で監獄として使われたため、今でも霊の目撃証言がある。